# St.-Marien-Kirche (Norderbrarup)

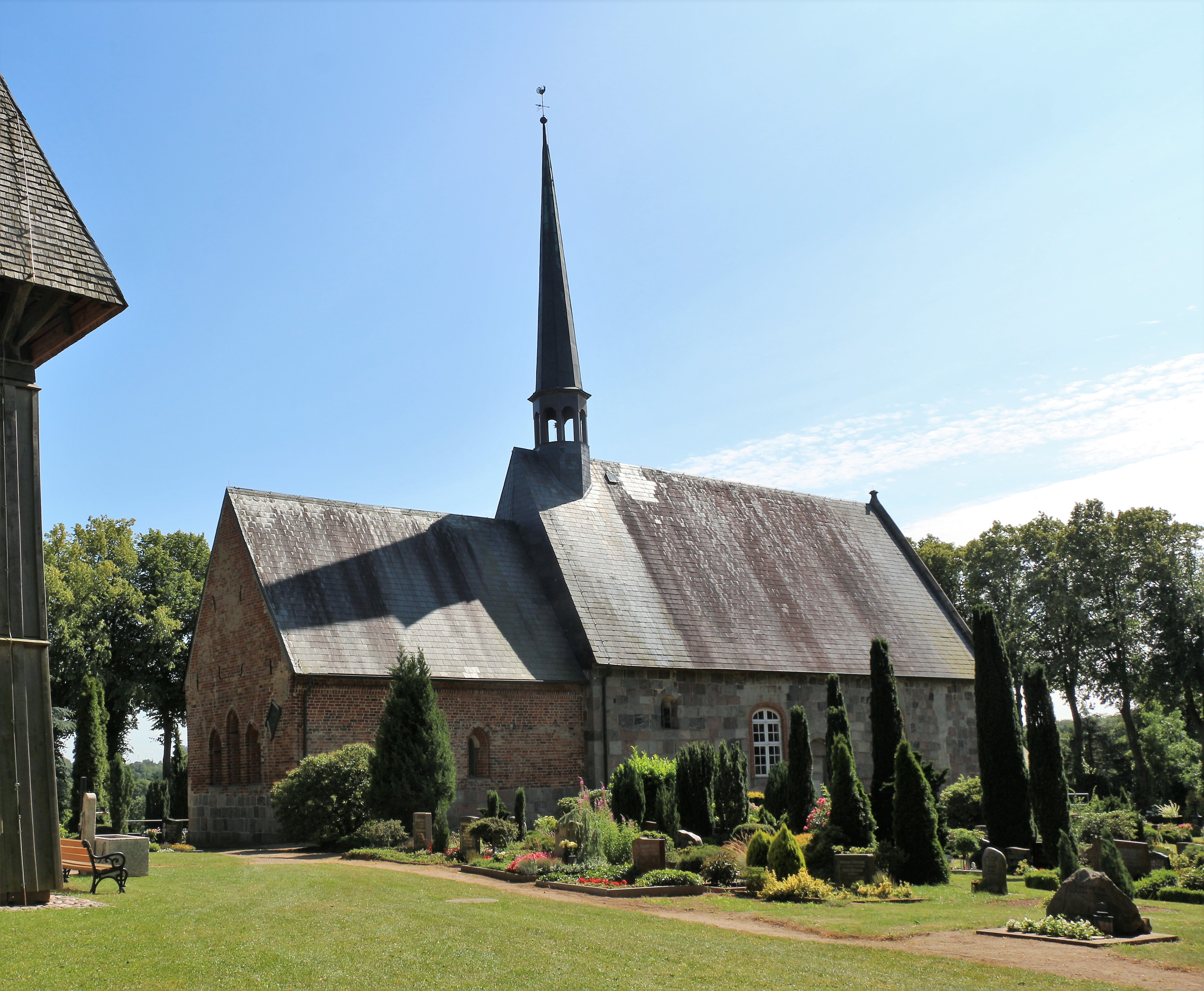
St.-Marien-Kirche (Norderbrarup) von NO

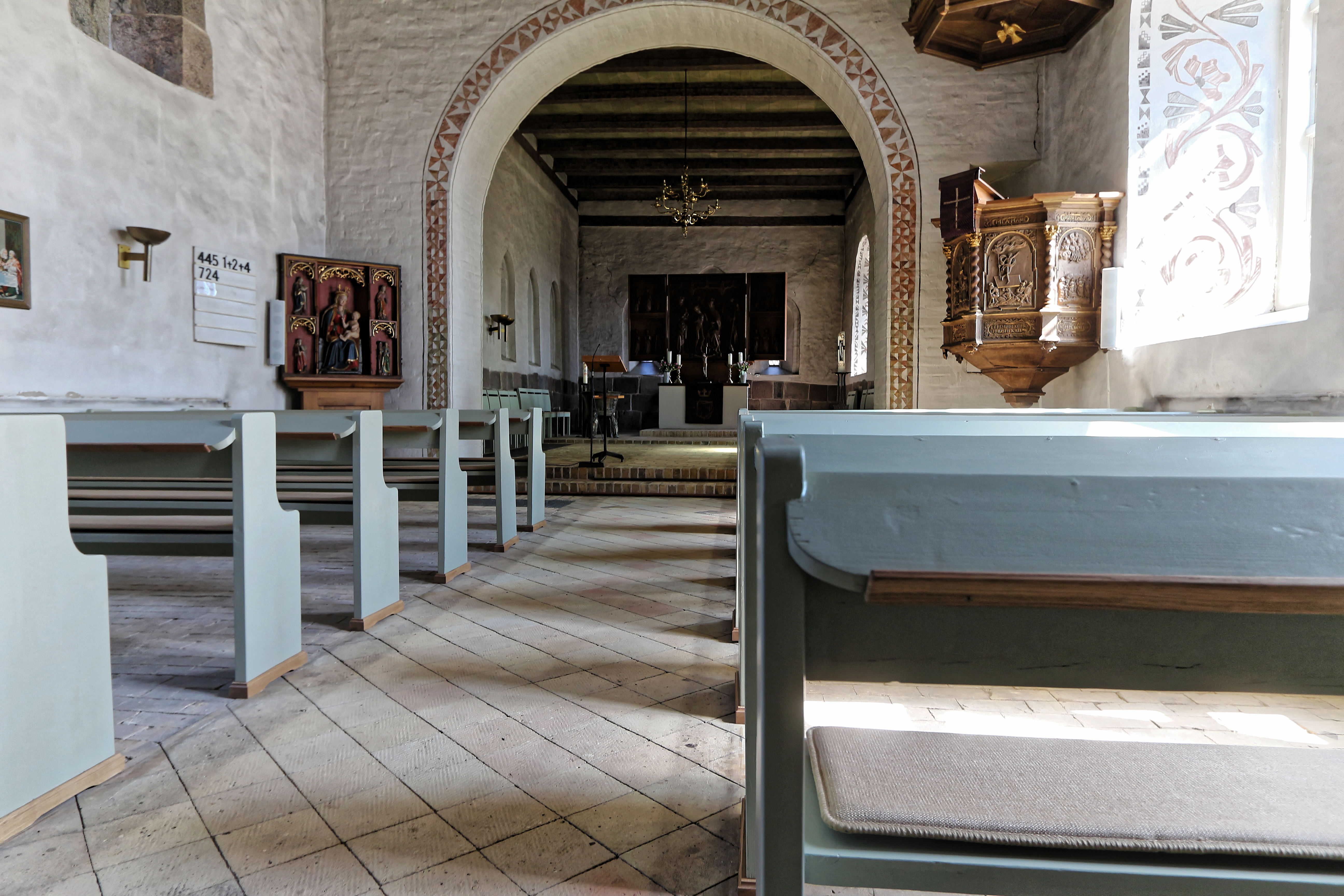
Innenraum der Kirche mit Hauptaltar, Nebenaltar und Kanzel (2019)

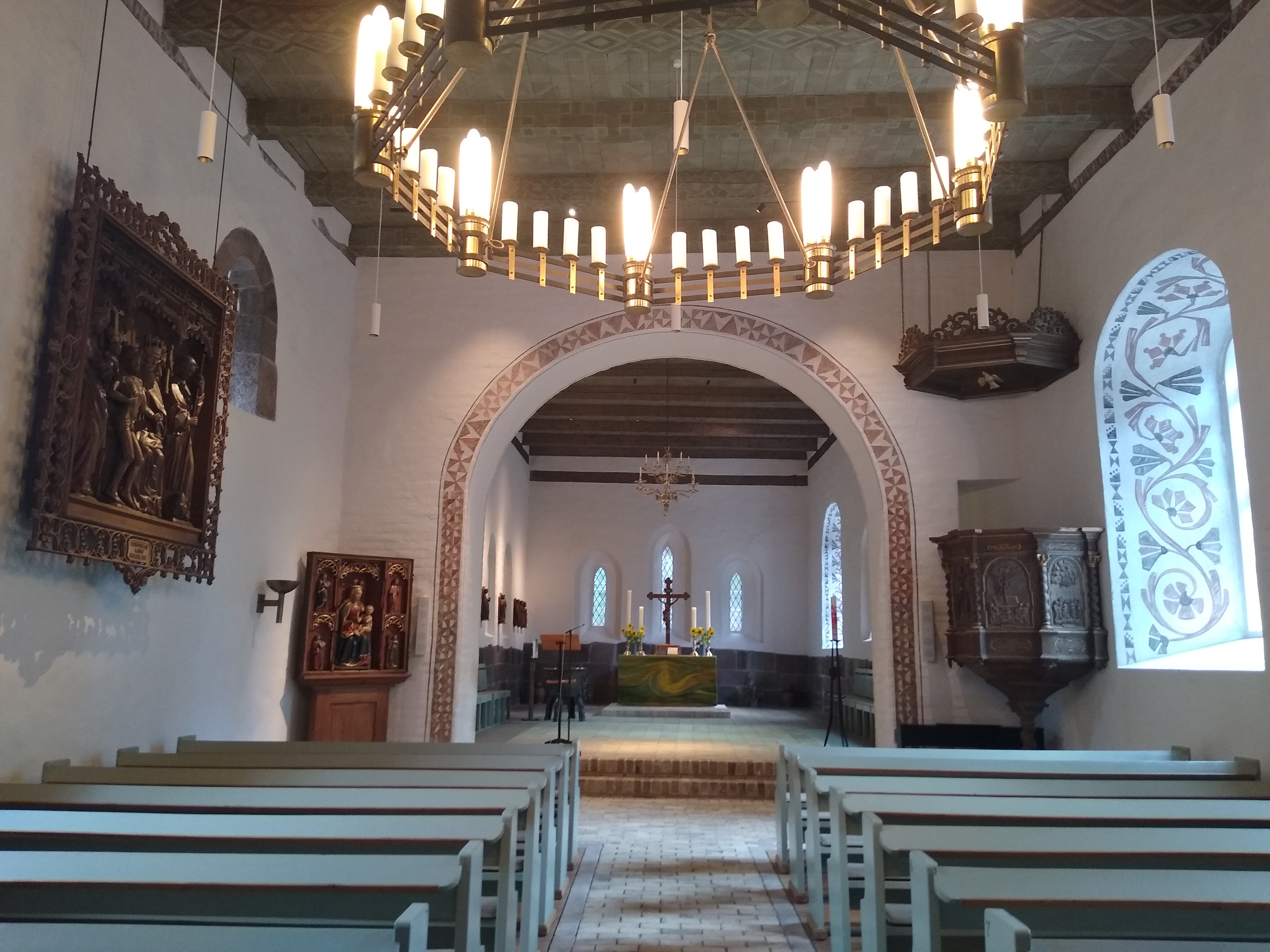
Innenraum der Kirche nach der Renovierung (2022)

Die St.-Marien-Kirche in Norderbrarup ist eine um 1200 errichtete romanische Granitquaderkirche in Angeln in Schleswig-Holstein. Sie gehört zur evangelisch-lutherischen Kirchengemeinde Süderbrarup innerhalb der Evangelisch-Lutherischen Kirche in Norddeutschland.

## Geschichte
Die St.-Marien-Kirche in Norderbrarup ist eine der ältesten Kirchen in Angeln. Sie wurde um 1200 am Nordrand des Dorfes auf einem Hügelausläufer errichtet. Wie die St.-Marien-Kirche in Sörup wurde sie wohl von Handwerkern der Schleswiger Dombauhütte aus sorgfältig behauenen Granitquadern erbaut. Es wird angenommen, dass sie ursprünglich die Zentralkirche der Schliesharde (Sliherred) gewesen ist, von der aus andere Kirchen gegründet wurden. Um 1400 erhielt das Kloster Mohrkirchen das Patronatsrecht über die Kirche. Nach der Reformation gehörte das Kirchspiel, das neben dem Kirchdorf Norderbrarup auch die umliegenden Ortschaften Rügge, Saustrup, Scheggerott und Wagersrott umschloss, zur Struxdorfharde (Strukstrup Herred) innerhalb des Amtes Gottorf im Herzogtum Schleswig.
Auf dem Friedhof befindet sich das Grab von Margarethe Jacobsen (1860–1883), die nach langer Krankheit starb. Ihr Vater schenkte nach ihrem Tod der Kirchengemeinde einen Schrank mit Krankenpflegeutensilien, die die Gemeindeglieder sich kostenlos ausleihen konnten. Der sogenannte Margarethenschrank wurde in den folgenden Jahrzehnten in etwa 50 weiteren Kirchengemeinden eingeführt.
Seit 2019 ist Norderbrarup keine selbständige Kirchengemeinde mehr, sondern gehört mit den ebenfalls mittelalterlichen Kirchen in Böel, Ulsnis, Süderbrarup, Loit und Boren zur Kirchengemeinde Süderbrarup.

## Architektur und Baugeschichte
Von dem ursprünglichen Bau besteht noch das von einer flachen Balkendecke überspannte Kirchenschiff. Ein rechteckiger Kastenchor mit einer Halbkreisapsis ähnlich der Söruper Kirche wurde bereits um 1260 durch einen doppelt so langen frühgotischen Backsteinchor ersetzt. Dabei wurde das Abbruchmaterial als untere Reihen verwendet. Die Sockelquader und die Reste der Halbsäulen der Apsis mit der darunter befindlichen Säulenbasis mit Darstellung von drei Heiligen sind im neuen Chor vermauert.

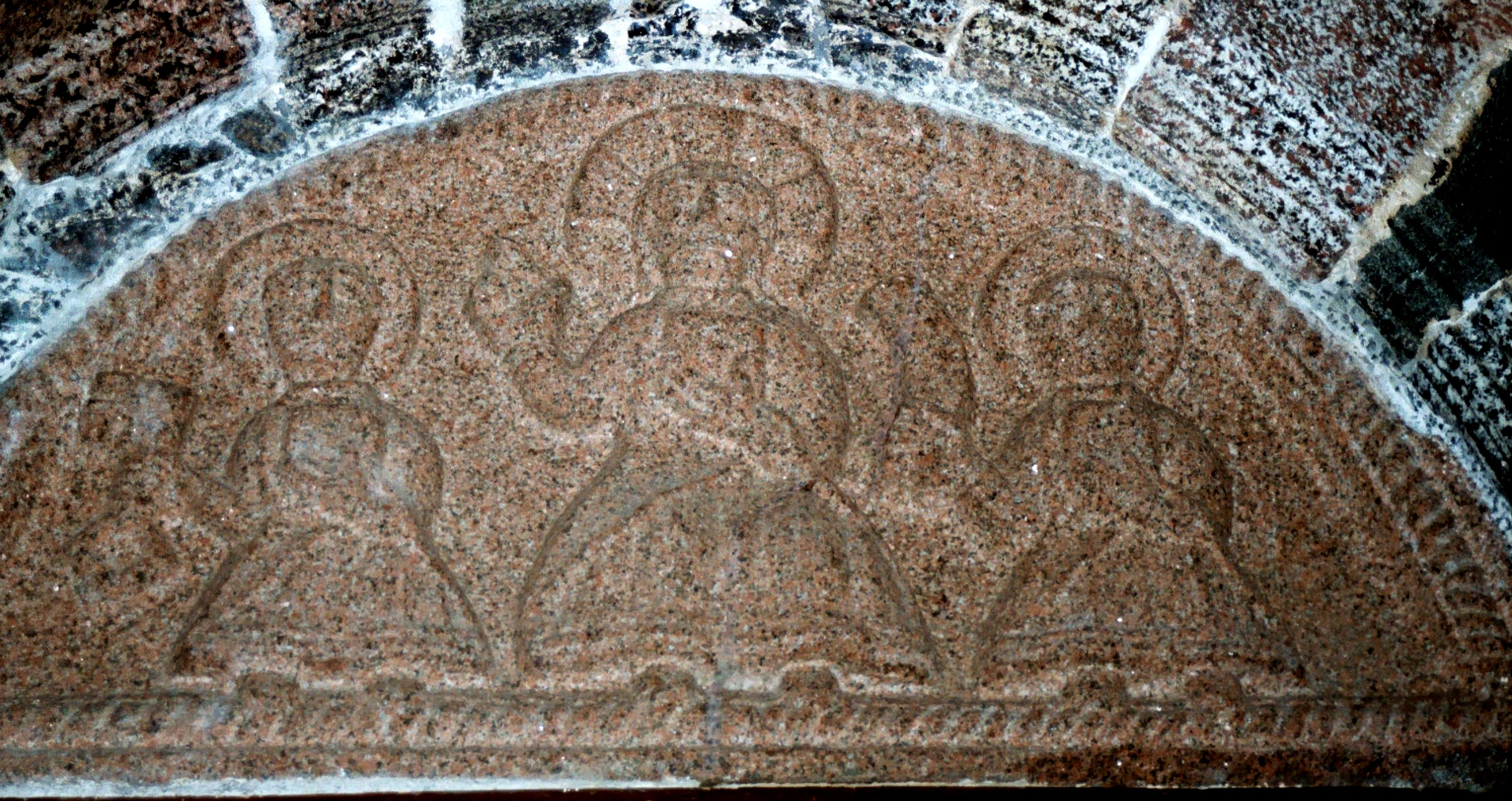
Das Tympanon zeigt Christus zwischen Petrus (mit Schlüssel) und Paulus (mit Schriftrolle)

Das Tympanon am Südportal der Kirche wird von zwei Halbsäulen getragen. Unter der rechten Säule sitzt der Teufel, unter der linken Säule ein Untier, das mit drei Menschen kämpft. Wie auch bei der Söruper Kirche und der ebenfalls aus Granitquadern erbauten Laurentiuskirche in Munkbrarup zeigt dessen Relief den segnenden Christus bei der Übergabe des Schlüssels zum Himmelreich an Petrus und des Evangeliums (dargestellt als Schriftrolle) an Paulus. Das zugemauerte Nordportal, der frühere Fraueneingang, trägt im Tympanon ein griechisches Kreuz mit 5 Scheibenkreuzen.

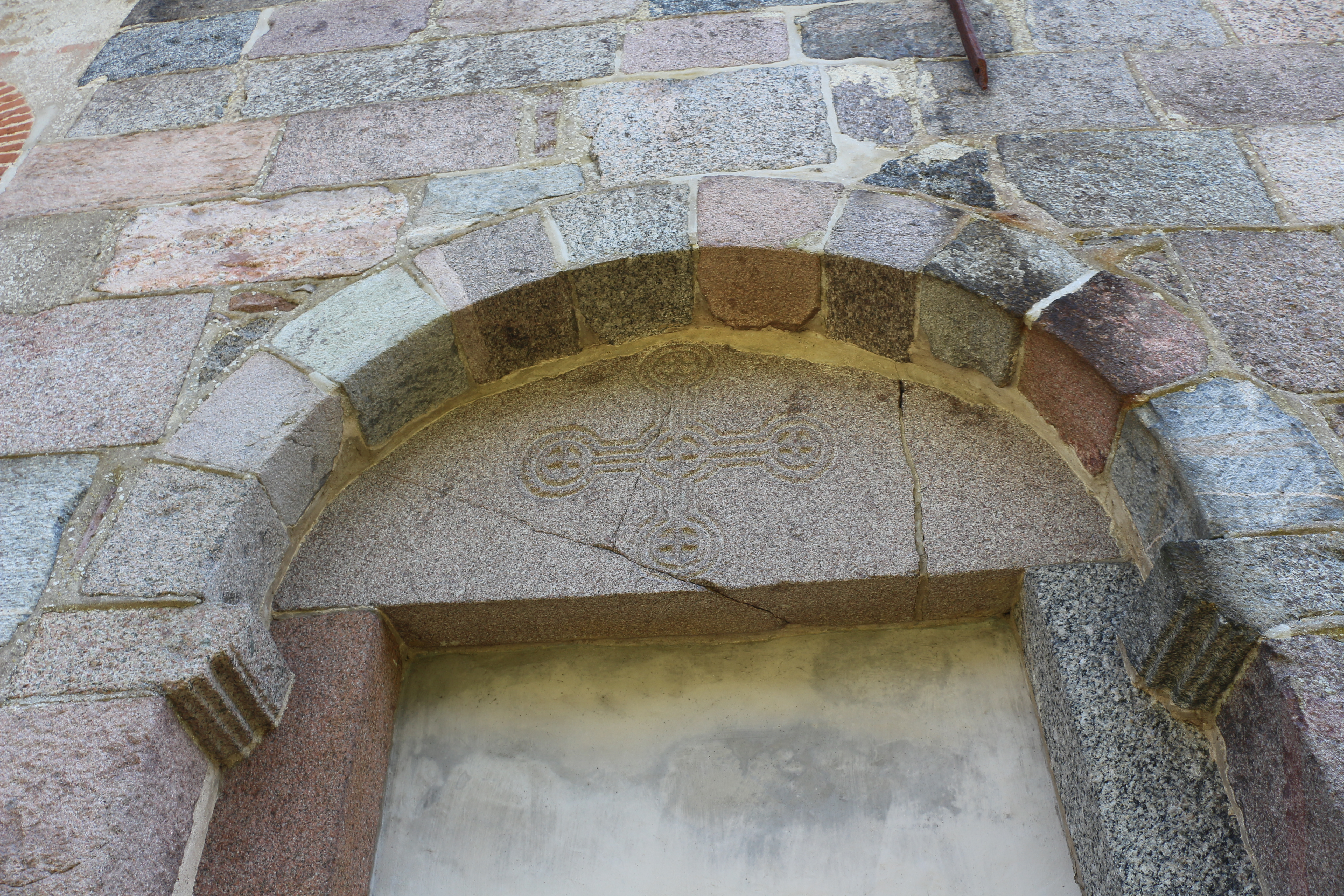
Tympanon Nordportal

Der Dachreiter stammt von 1625. Bis er 1932 bei einem Sturm abgerissen wurde, enthielt er zwei Glocken. Das Vorhaus vor dem Südportal wurde 1796 errichtet. 1789 wurden die Fenster der Kirche vergrößert, der Chorbogen abgetragen und eine durchgehende Balkendecke eingezogen, um im Sinne der Aufklärungstheologie den Eindruck einer Predigtsaalkirche zu erwecken. An der Nordwand von Schiff und Chor sind zwei kleine mittelalterliche Fenster erhalten.
1959 wurde der Chorbogen frei rekonstruiert und die Kirche durch Carl Fey ornamental ausgemalt. Bei derselben Renovierung wurde die Orgel, die sich zuvor über dem Altar befand, auf die Westempore versetzt. Auch das Vorhaus wurde vergrößert, um Platz zu schaffen für die Gedenktafeln der Kriegsgefallenen. 2019 bis 2021 wurde im Zuge der Sanierung der Kirche auch das Innere umgestaltet. Dabei wurde der Flügelaltar von seinem Platz auf dem Altar im Chor entfernt, so dass die Ostfenster nicht mehr verdeckt sind. Jetzt steht nur noch das spätgotische Altarkreuz auf dem Altar.

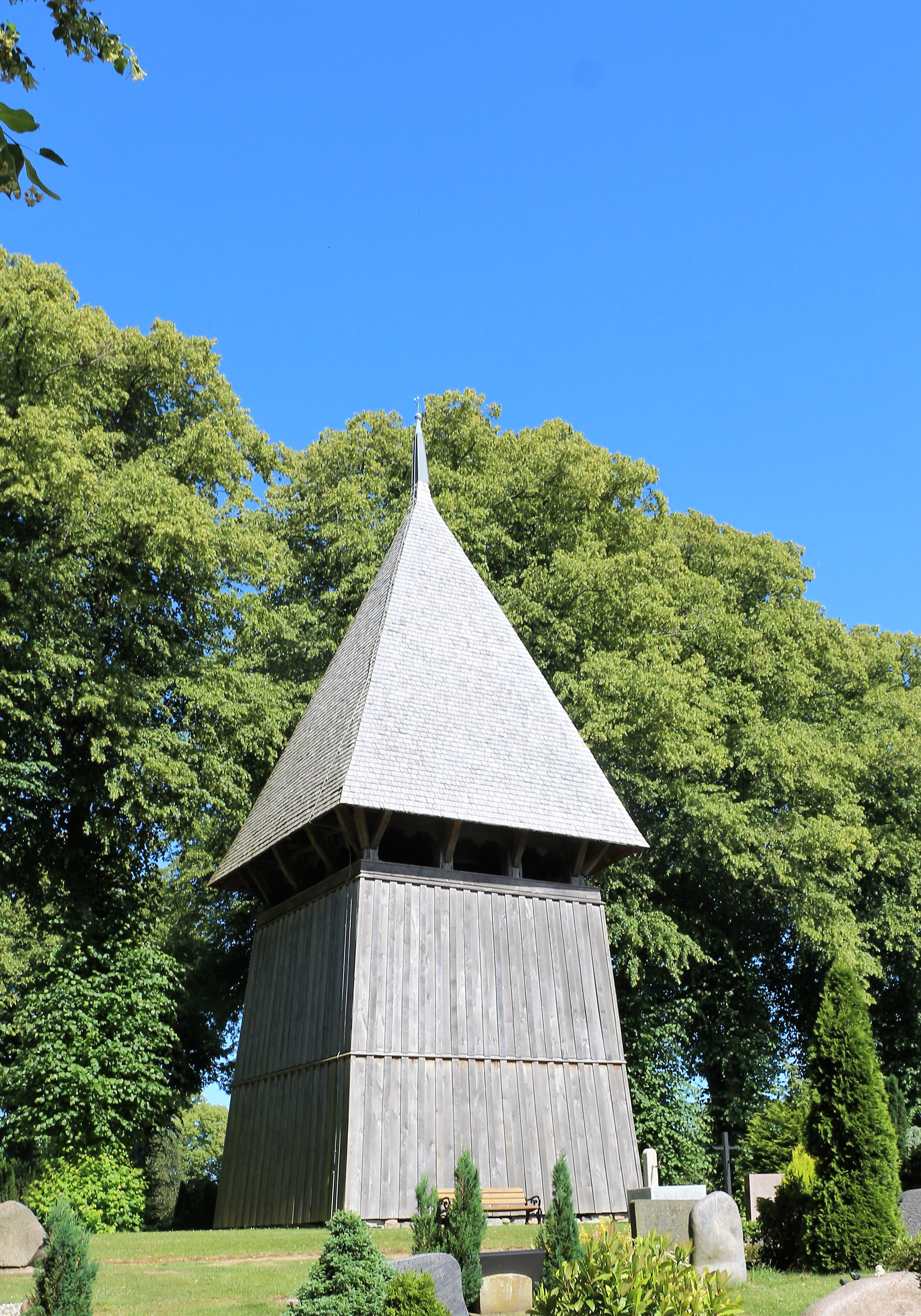
Glockenstapel von etwa 1441

Neben der Kirche befindet sich ein Glockenstapel, in dem drei Glocken hängen. Er wurde 2009 vom Landesamt für Denkmalpflege als der älteste Glockenstapel in Angeln und in Schleswig-Holstein mit dem Datum „um 1441“ datiert, wobei theoretisch eine Zeitspanne von 1436 und 1455 für die Erbauung angenommen werden muss. Er diente als Vorbild für die Turmhügelburg Lütjenburg.
2018–2020 wurden der Glockenstapel und der Dachstuhl der Kirche renoviert.

## Ausstattung
Der gotische Schnitzaltar, der bis 2019 auf dem Altartisch im Chor stand, wird auf das Ende des 15. Jahrhunderts datiert. Der Künstler wird im Umfeld von Bernt Notke verortet. Ursprünglich handelte es sich um einen Flügelaltar. Der Mittelschrein zeigt das Motiv der Not Gottes, den Schmerzensmann neben dem thronenden Gottvater, flankiert von Maria und dem Erzengel und Drachentöter Michael. Eine Taube, die als Symbol des Heiligen Geistes die Trinität vervollständigt, war vermutlich ursprünglich auch vorhanden. In Flügeln standen Figuren der zwölf Apostel. 1869 wurde das Retabel auseinandergenommen und der Mittelschrein mit einem Rahmen versehen. Die originalen Flügel mit der bemalten Außenseite sind verloren. Die Reste der ursprünglichen Farbfassung der Figuren wurde 1958/59 entfernt und der Flügelaltar rekonstruiert. Im Zuge der Renovierung 2020/21 wurde das Retabel nicht mehr auf dem Altar aufgestellt, sondern ist ohne seine 1959 ergänzten Seitenflügel im Rahmen von 1869 an der Nordwand des Kirchenschiffs aufgehängt. Die Apostelfiguren aus den Flügeln sind an den Chorwänden aufgestellt.
Ein zweiter, etwas jüngerer Altarschrein, der Rest eines ehemaligen Nebenaltars, der heute nördlich neben dem Chorbogen steht, zeigt Maria mit dem Kind zwischen einigen weiblichen Heiligen. Der Schrein unterteilt sich in drei Abschnitte, ein großes mittleres Teil und zwei flankierende kleinere Fächer, die wiederum horizontal unterteilt sind. Von den in diesen kleineren Fächern aufrechtstehenden Heiligenfiguren sind zwei Figuren nicht einzuordnen. Bei den anderen beiden Heiligen handelt es sich um Katharina und Barbara. Die Fassung der Figuren ist barock. Auffällig sind die fehlenden Spitzen der Kronen. Nur Maria zeigt in ihrer  Krone noch drei Spitzen. Einige Fehlstellen sind deutlich zu erkennen. Die Datierung wird mit dem Anfang des 16. Jahrhunderts festgelegt. Im Jahre 1988 gelangte dieser Altar vom Magazin des Flensburger Museums in die Kirche zu Norderbrarup.
Im zugemauerten Nordportal steht eine gotische Pietà, die vor 1898 vermutlich aus der kleinen St.-Laurentius-Kirche in Egvad ins Kieler Thaulow-Museum gelangte.
Die Tauffünte mit reicher Minuskelinschrift schuf 1468 der Glockengießer Peter Hansen aus Flensburg. Die Reliefs zeigen Jesus Christus als Gekreuzigten und als Weltenrichter auf dem Regenbogen. Dieselben Vorlagen wurden auch bei der Fünte der Kirche in Halk verwendet. Getragen wird die Fünte von vier Evangelistenfiguren, deren Namen jeweils über den Köpfen der Figuren stehen. Ein älteres romanisches Granittaufbecken, das vor der Bronzefünte in den Kirche stand und  sich in den 1980er Jahren im Garten der nahegelegenen Försterei Groß Brebel befunden haben soll, gilt als verschollen.
Die Kanzel schuf 1705 der Schleswiger Bildschnitzer Friedrich Fischer. Sie zeigt in Reliefs fünf Szenen aus dem Leben Jesu: Verkündigung an Maria, Geburt, Kreuzigung, Auferstehung und Himmelfahrt. Die Kanzel steht heute im Kirchenschiff an der Südwand des Chorbogens. Der Aufgang führt durch einen Mauerdurchbruch vom Chor her.
Ein spätgotischer Kruzifixus fand seinen Platz im Rahmen der Umgestaltung 2020/21 auf dem Altartisch. Das neue Holzkreuz steht auf einem Fuß, der auf der Altarseite ein Schnitzrelief zeigt, dass ein Thema des Johannesevangeliums darstellt. Diese Holzarbeit wurde von Bürgern aus Rügge im Jahre 1906 gestiftet. Diese Daten sind der Rückseite des Fußes zu entnehmen.    

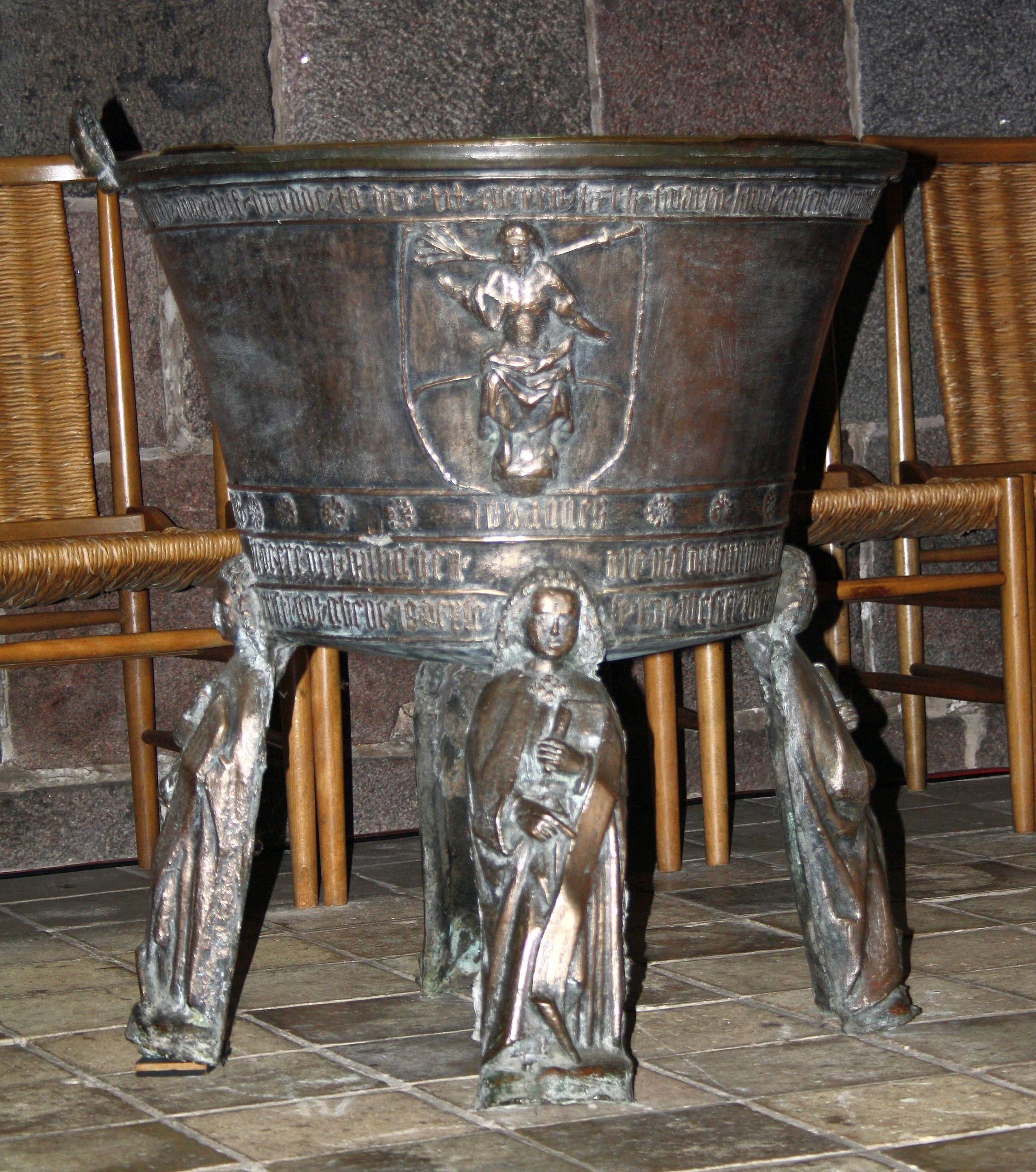
Christus als Weltenrichter auf der Tauffünte
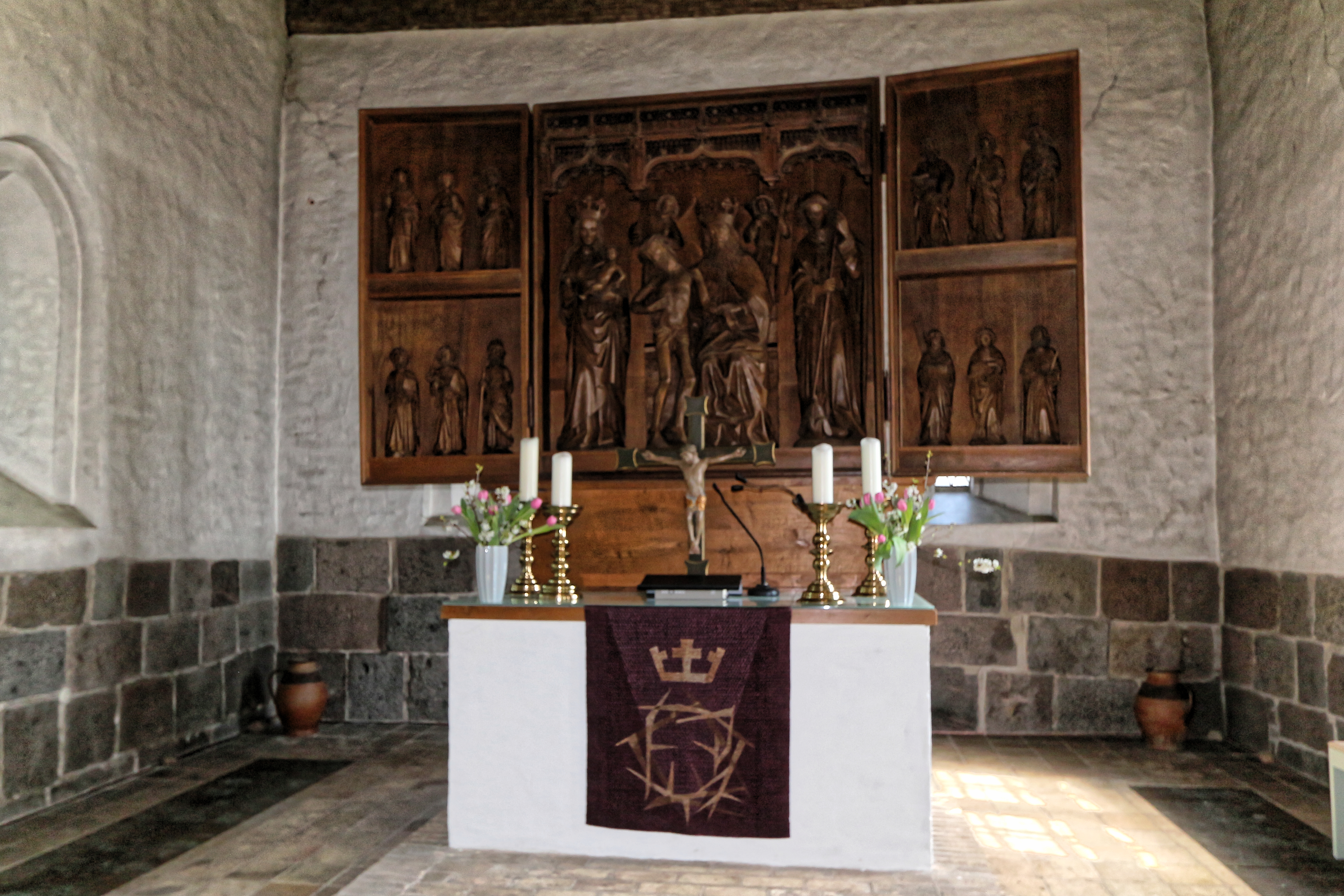
Hauptaltar (2019)
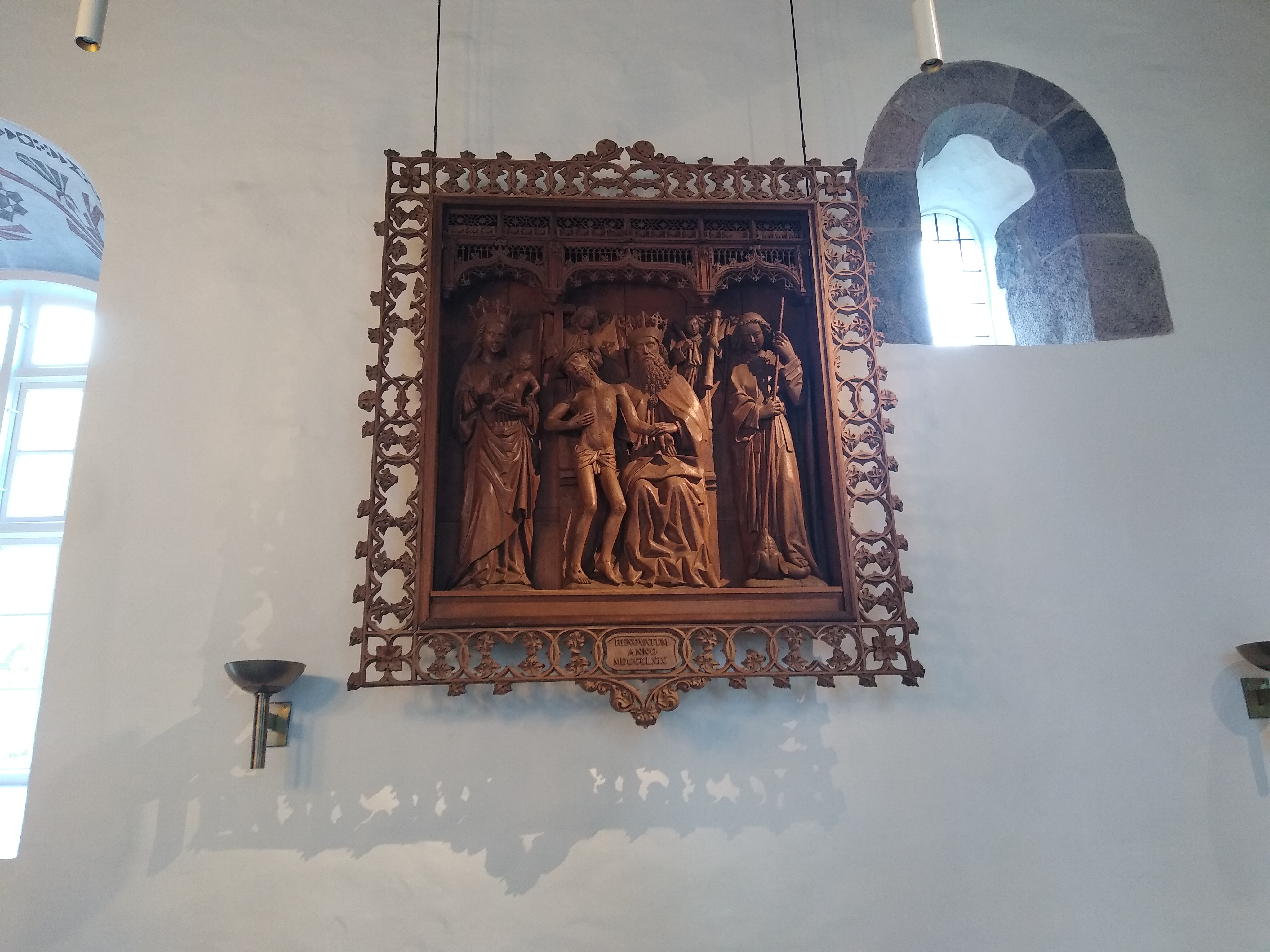
Mittelschrein des ehemaligen Hauptaltars im neugotischen Rahmen (2022)
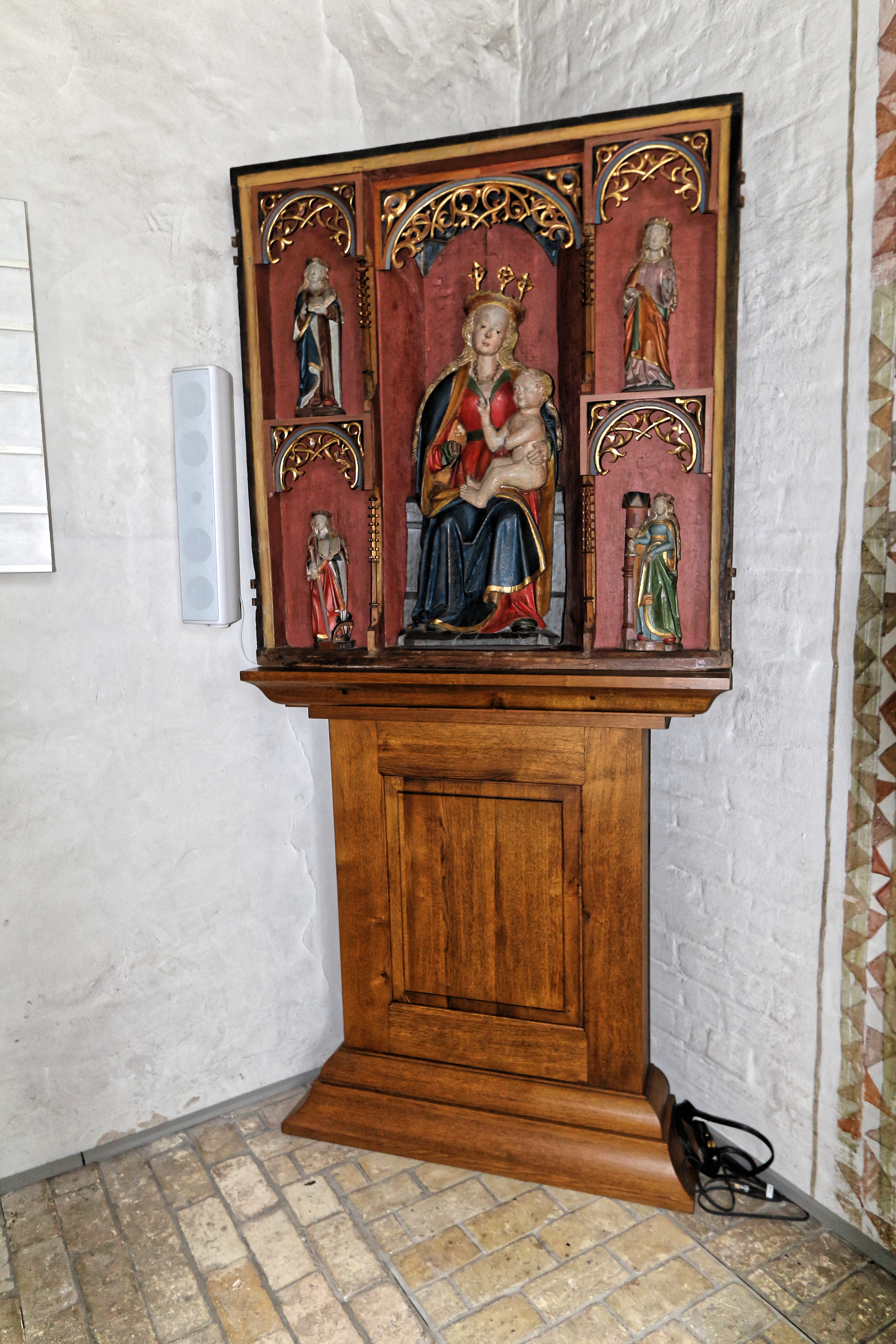
Seitenaltar
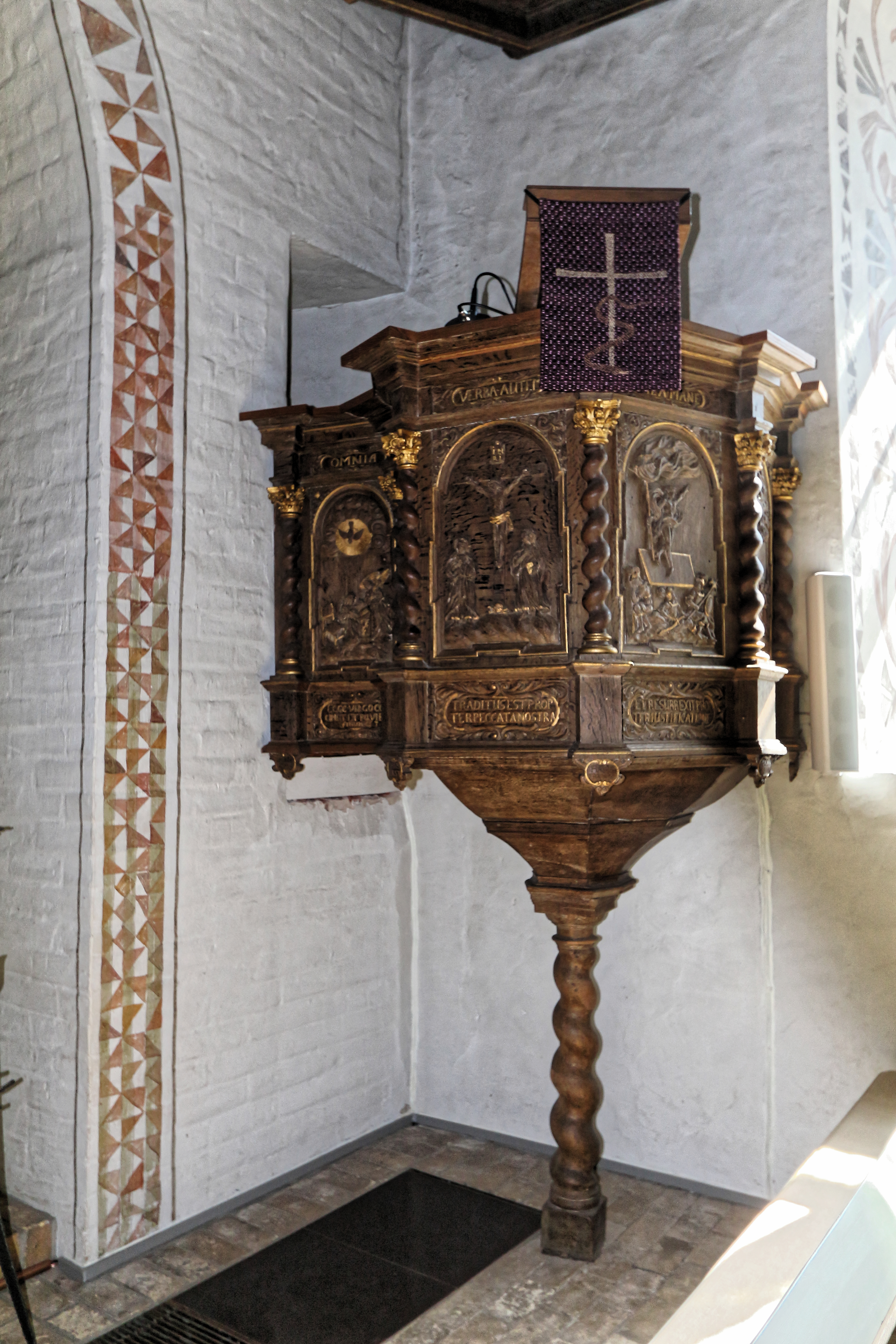
Kanzel

Die Orgel ist ein Werk von Marcussen & Søn von 1887.

## Sage
Eine Sage berichtet, dass bei Esgrus, wo sich noch heute das Gut Frauenhof befindet, einst die Burg Kappeshoi stand. Drei alte adlige Damen mit den merkwürdigen Namen Tan Nails, May Hues und Tekkel Jerrekoks, welche dort einst wohnten, sollen einer Sage nach die Stifter der Kirche von Norderbrarup sein, denn sie wollten sich die Zeit für den Kirchgang nach Struxdorf sparen. Allerdings ist die St.-Georgs-Kirche (Struxdorf) vermutlich etwas jünger als die St.-Marien-Kirche in Norderbrarup.